# Fallo
Fallo est une commune de la province de Chieti dans les Abruzzes en Italie.

## Administration
| Période                                  | Période  | Identité        | Étiquette | Qualité |
| ---------------------------------------- | -------- | --------------- | --------- | ------- |
| 27 mai 2003                              | En cours | Carmine Salerno |           |         |
| Les données manquantes sont à compléter. |          |                 |           |         |

### Communes limitrophes
Borrello, Civitaluparella, Montelapiano, Villa Santa Maria